# Santo Stefano in Aspromonte
Santo Stefano in Aspromonte là một đô thị ở tỉnh Reggio Calabria trong vùng Calabria, Ý, có cự ly khoảng 110 km về phía tây nam của Catanzaro và khoảng 12 km về phía đông bắc của Reggio Calabria. Tại thời điểm ngày 31 tháng 12 năm 2004, đô thị này có dân số 1.382 người và diện tích là 17,7 km².
Đô thị Santo Stefano in Aspromonte có các frazioni (các đơn vị cấp dưới, chủ yếu là các làng) Gambarie and Mannoli.
Santo Stefano in Aspromonte giáp các đô thị: Laganadi, Reggio Calabria, Roccaforte del Greco, San Roberto, Sant'Alessio in Aspromonte, Scilla.

## Notes and chú thích
1. ↑  Số liệu thống kê theo Viện thống kê Italia Istat.